# AC Léopards
AC Léopards de Dolisié is een voetbalclub uit Congo-Brazzaville uit de stad Dolisie. Ze komen uit in de Premier League, de hoogste voetbaldivisie van het land. De club won in haar geschiedenis drie keer de beker van Congo-Brazzaville.

## Erelijst
- Beker van Congo-Brazzaville
  - Winnaar: 2009, 2010, 2011, 2017, 2023/34

- CAF Confederation Cup
  - Winnaar: 2012

- CAF Supercup
  - Finalist: 2013